# Bonboek
Een bonboek is het register waar in Leiden onroerend goed-registraties in werden bijgehouden.
Deze registers danken hun naam aan de bon, de administratieve eenheid waarin het Leidse stadgebied was onderverdeeld. Een bon is een wijk. In het bonboek was per perceel een bladzijde gereserveerd waarop onroerend goedtransacties, zoals verkopen of hypotheken werden bijgehouden.
De voorloper van het bonboek was het Register Vetus dat in 1585 werd ingevoerd door de Leidse stadssecretaris Jan van Hout (stadssecretaris). Daarvoor werden onroerendgoedtransacties chronologisch geregistreerd, wat het overzicht per perceel niet ten goede kwam. Het Register Vetus is tot 1601 bijgehouden. In dat jaar startte Jan van Hout met de zogenaamde belastingboeken. De uiteindelijke bonboeken zijn ingevoerd in 1642 en zijn tot 1811 in gebruik gebleven.
De bonboeken zijn te raadplegen in het Regionaal Archief Leiden en op de website van Erfgoed Leiden en Omstreken.